# Uzodinma Iweala
Uzodinma Iweala (né le 5 novembre 1982 à Washington) est un écrivain, un sociologue et un docteur d'origine nigériane. Son premier roman Beasts of No Nation, adapté par Cary Joji Fukunaga pour la plateforme de vidéo à la demande Netflix en 2015, résulte de sa thèse à Harvard et décrit un enfant-soldat dans un pays sans nom en Afrique.
Cette œuvre publiée en 2005 a obtenu des critiques très favorables de publications comme Time Magazine, The New York Times, Entertainment Weekly, The Times et Rolling Stone.
Il est le fils de la femme politique nigériane Ngozi Okonjo-Iweala. Il fait partie des Igbos.

## Livres
- Our Kind of People, ed Harper, 2012.
- Beast Of No Nation, ed Hodder & Stoughton, 2005.
- Speak no Evil, éditions John Murray, 2018.